# Lac Mirepoix
Pour les articles homonymes, voir Mirepoix.
Le lac Mirepoix est un plan d'eau douce du bassin versant de la rivière aux Chutes, du réservoir Pipmuacan et de la rivière Betsiamites, situé dans le territoire non organisé de Mont-Valin, dans la municipalité régionale de comté (MRC) Le Fjord-du-Saguenay, dans la région administrative de Saguenay-Lac-Saint-Jean, dans la province de Québec, au Canada.
La foresterie constitue la principale activité économique du secteur. Les activités récréotouristiques arrivent en second.
La route forestière R0208 (sens Nord-Sud) dessert la partie Ouest du lac Mirepoix ; elle se connecte vers le Nord à la route forestière R0201 laquelle dessert la partie Nord-Est de la zec Onatchiway. Cette dernière route remonte vers le Nord pour contourner le lac Rouvray, puis redescend vers le Sud par la vallée de la rivière Shipshaw,,.
La surface du lac Mirepoix est habituellement gelée de la fin novembre au début avril, toutefois la circulation sécuritaire sur la glace se fait généralement de la mi-décembre à la fin mars.

## Géographie
Les principaux bassins versants voisins du lac Mirepoix sont :
- Côté Nord : Ruisseau Éléphant, rivière aux Sables, lac Itomamo, rivière Betsiamites, réservoir Pipmuacan ;
- Côté Est : Lac Brazza, lac Itouk, lac Archer, lac Laflamme, rivière Brûlée, rivière Portneuf ;
- Côté Sud : Rivière Poulin, lac Poulin-De Courval, rivière Wapishish, rivière aux Sables ;
- Côté Ouest : Rivière aux Castors, lac Bergeron, rivière de la Tête Blanche[1].

Ressemblant plus ou moins à un oiseau en vol, le lac Mirepoix comporte une longueur de 4,6 km, une largeur maximale de 2,6 km dans la partie Nord et une altitude de 548 m. Ce lac comporte une presqu'île de 1,5 km s’étirant vers le Nord, faisant face à deux autres presqu’îles rattachées à la rive Nord. Ce lac comporte du côté Ouest une bande de terre qui le sépare du lac Brassa lequel est traversé vers le Nord par la rivière aux Sables.
Le lac Mirepoix est situé entièrement en milieu forestier dans le territoire non organisé de Mont-Valin. L’embouchure du lac Mirepoix est localisée à :
- 42,0 km au Sud-Est de l’embouchure de la rivière aux Sables ;
- 14,2 km au Sud du lac Itomamo ;
- 14,9 km au Sud-Est du lac Maria-Chapdelaine ;
- 45,3 km à l’Est du Petit lac Onatchiway ;
- 43,3 km au Sud-Est de l’embouchure de la rivière aux Sables ;
- 63,3 km au Sud-Ouest du barrage de la centrale Bersimis-1 ;
- 47,9 km au Sud-Est du barrage à l’embouchure du lac Pamouscachiou ;
- 75,7 km au Sud-Ouest du centre du village de Labrieville ;
- 134,9 km au Sud-Ouest de l’embouchure de la rivière Betsiamites (confluence avec l’estuaire du Saint-Laurent)[4],[5],[1].

À partir de l’embouchure du lac Mirepoix, la décharge coule sur 0,2 km vers l’Est en coupant la route forestière R0208, entièrement en zone forestière, jusqu’à la rive Nord-Ouest d’une baie du lac Brazza.
De là, le courant remonte vers le Nord en suivant le cours de la rivière aux Sables, pour aller se déverser sur la rive Sud du réservoir Pipmuacan que traverse le courant de rivière Betsiamites ; cette dernière coule généralement vers le Sud-Est, jusqu’à la rive Nord-Ouest de l’estuaire du Saint-Laurent.

## Toponymie
Jadis, ce plan d’eau était désigné lac Casinau et lac Kasinoushakkin. Cette dénomination, agréée en 1948 en remplacement du nom Lac Kasinoushakikin, évoque un personnage de la cour du roi de France, Gaston Pierre de Lévis-Mirepoix (1699-1757), maréchal de France en 1751 et créé duc la même année, puis nommé gouverneur du Languedoc en 1756. Les chanoines du chapitre de la cathédrale de Québec lui adressèrent vers 1750 des doléances à propos de l'insuffisance des faveurs du roi à leur égard. Le duc de Lévis-Mirepoix était le cousin de François Gaston de Lévis, héros de la bataille de Sainte-Foy, qui sera lui-même nommé duc en 1784.
Le toponyme « lac Mirepoix » a été officialisé le 5 décembre 1968 à la Banque de noms de lieux de la Commission de toponymie du Québec.